# E 3/3
La E 3/3 est un modèle de locomotive à vapeur polyvalente des Chemins de fer fédéraux suisses (CFF), également appelée Tigerli (petit tigre). Possédant trois essieux moteurs et aucun essieu porteur, elle fut produite dès 1896 par SLM à Winterthur pour le compte de plusieurs compagnies privées, notamment  Schweizerische Centralbahn (SCB) et le chemin de fer Jura-Simplon (JS). Les CFF commandèrent encore 83 véhicules, qui furent en activité régulière jusque dans les années 1960, principalement en service de manœuvre.
Au sein des chemins de fer suisses, la lettre « E » désigne les locomotives de manœuvre à voie normale.

## E 3/3 d’anciennes compagnies reprises par les CFF

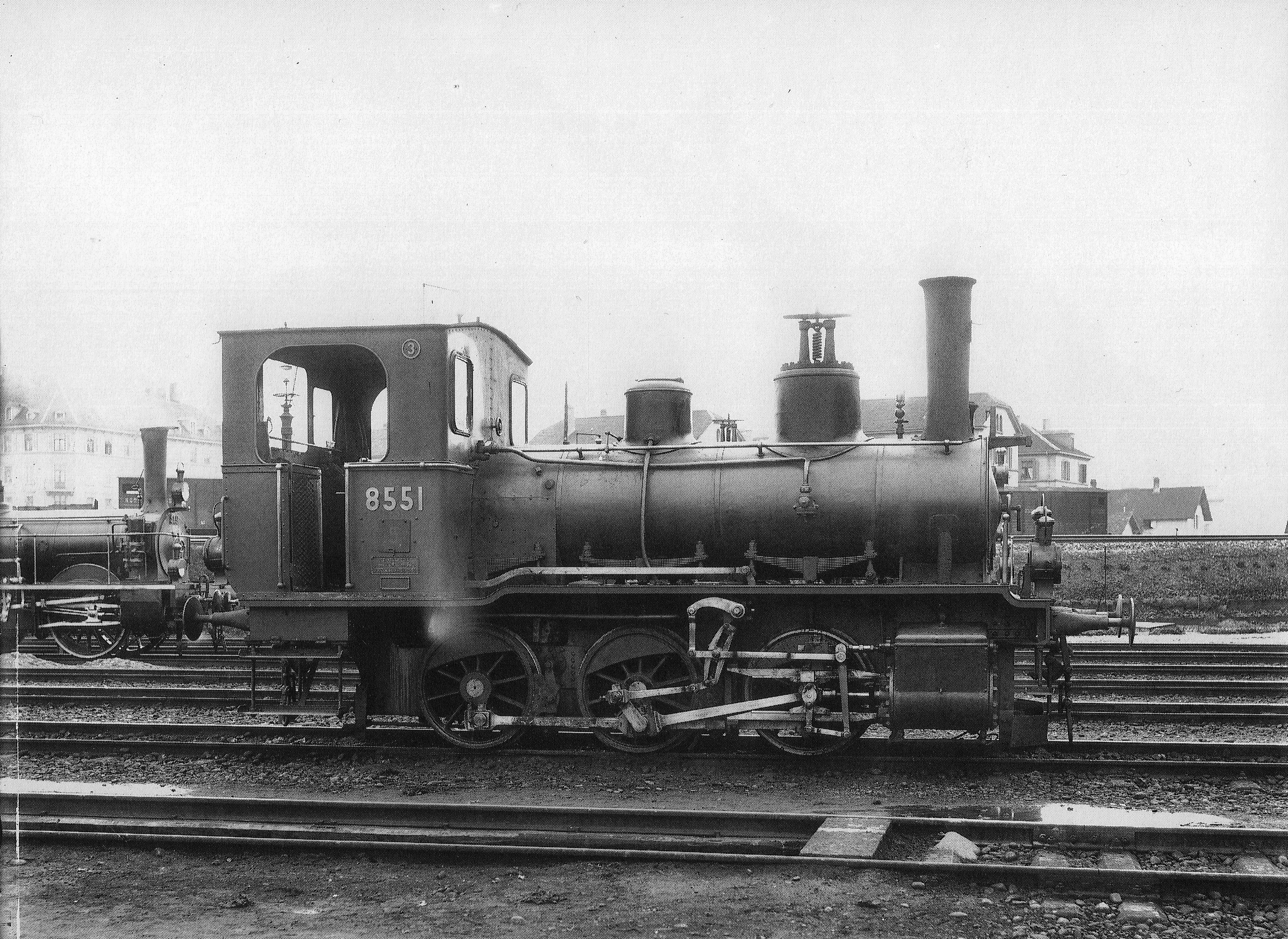
Locomotive no 8551 des CFF, anciennement F3 no 253 du NOB

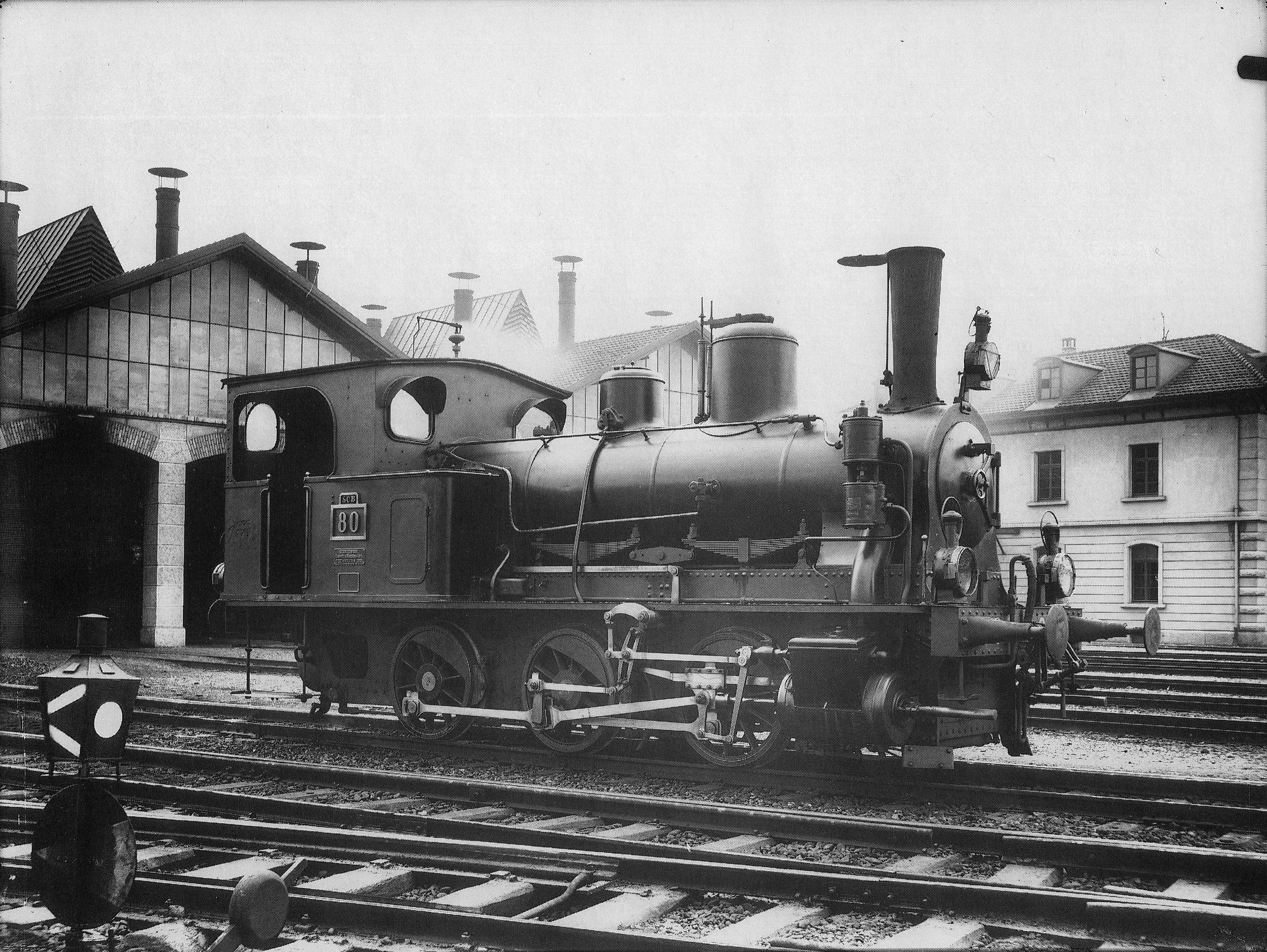
Locomotive F3 no 80 du SCB, plus tard no 8425 des CFF

En 1902, les CFF reprirent des compagnies antérieures un total de 66 locomotives à vapeur de manœuvre de type E 3/3, dont 3 des VSB (numéros 8395–8397), 36 du SCB (numéros 8398, 8399, 8401-8425, 8581–8589), 16 du JS (numéros 8431-8440, 8571-8576) et 11 du NOB (numéros 8551-8559, 8661, 8662).
Au total, 59 de ces locomotives avaient été construites par SLM à Winterthur. L'emplacement de la citerne à eau sous la chaudière longue, entre les roues motrices, est typique de ces machines. De même, les avant-corps latéraux présents sur les Tigerli au niveau de la cabine de conduite, à gauche et à droite de la boîte à feu, ne sont pas des réservoirs d'eau, mais des armoires à matériel dans lesquelles peuvent être rangés des outils, les tuyaux d'incendie (pour la prise d'eau aux bouches d'incendie), etc. mais aussi, sur une partie des locomotives, des caisses à charbon supplémentaires (à gauche, du côté du chauffeur). Des locomotives de construction identique ont également été livrées à d'autres chemins de fer privés suisses, notamment au Sihltalbahn et à l'Oensingen-Balsthal-Bahn, où elles sont en partie restées en état de marche jusqu'à aujourd'hui (90 85 000 8 562-0 et 90 85 000 8 565-3 ou 90 85 000 8 542-2). De même, la locomotive no 401 (90 85 000 8 541-4), livrée à l'Uerikon-Bauma-Bahn, est à nouveau en service au DVZO.
35 locomotives (no 8401-8425 et 8431-8440) correspondaient déjà au type Tigerli.
La plupart des locomotives ont été mises à la ferraille dans la première moitié du siècle dernier. Cinq locomotives de la série 8401-8425 (type Tigerli de la SCB) furent cependant vendues en 1945 aux Chemins de fer néerlandais (série NS 7800) et cinq locomotives de la série 8431-8440 (type Tigerli de la JS) furent vendues le 22 août 1947 à la Norges Statsbaner, où elles furent classées dans la sous-série 25e. D'autres locomotives ont été réutilisées par des chemins de fer industriels et ont ainsi été conservées en partie jusqu'à aujourd'hui.

### Exemplaires conservés

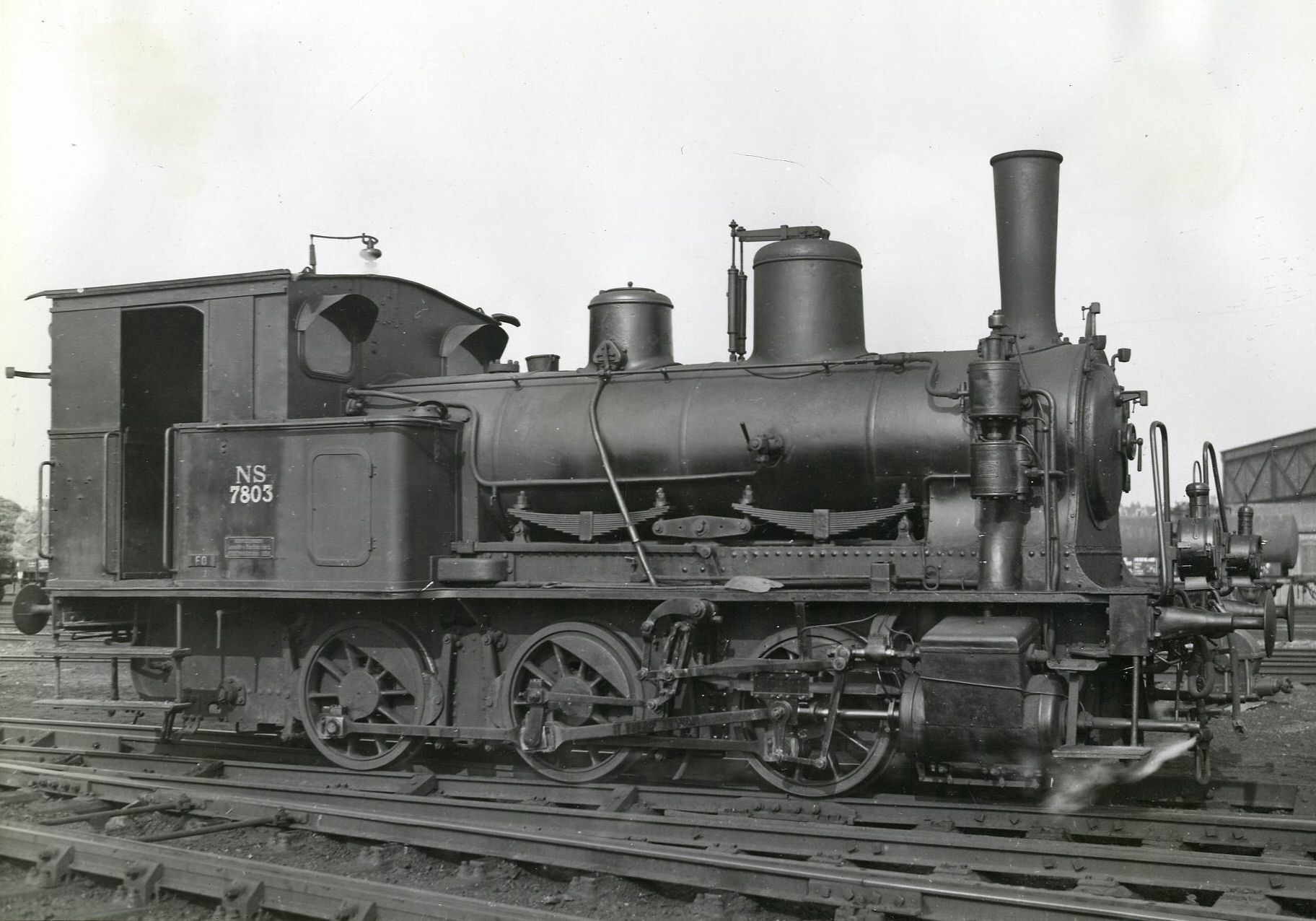
Locomotive NS 7803, anciennement E 3/3 des CFF (ex SCB)

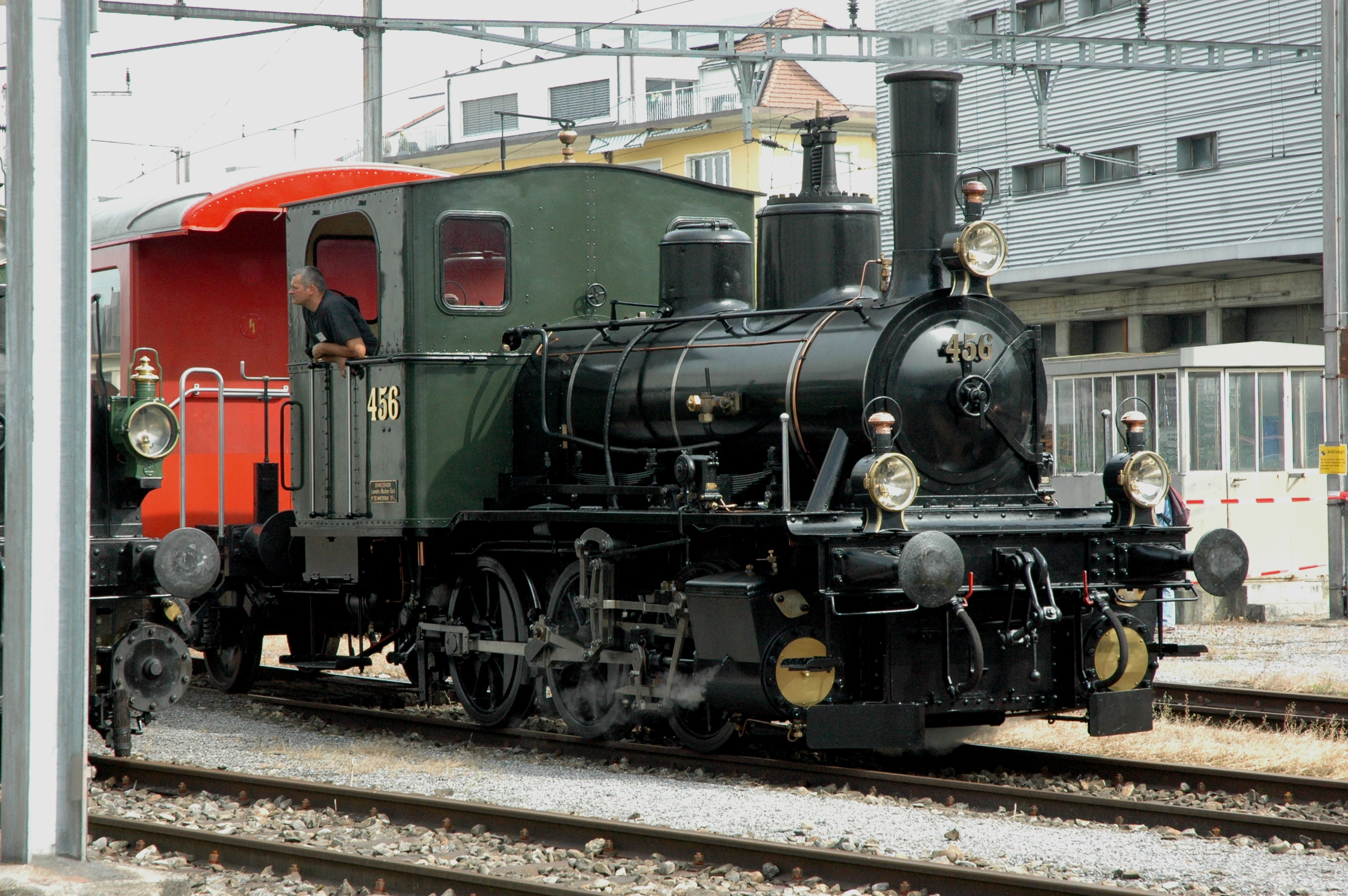
E 3/3 no 456 ex NOB de l'association Historische Seethalbahn

| Compagnie | Ancienne désignation | Mise en service | Numérotation aux CFF | Préservation                   | Désignation actuelle | Indicatif UIC     | Remarques                  |
| --------- | -------------------- | --------------- | -------------------- | ------------------------------ | -------------------- | ----------------- | -------------------------- |
| SCB       | F3 41                | 1901            | 8410                 | Oensingen-Balsthal-Bahn (OeBB) | SCB 41               | 90 85 000 8 410-2 | Tigerli; en état de marche |
| NOB       | F3 253               | 1894            | 8551                 | Stiftung Bahnpark Region Brugg | 8551                 |                   | En révision                |
| NOB       | F3 256               | 1894            | 8554                 | Verein Historische Seethalbahn | 456                  | 90 85 000 8 554-7 | En état de marche          |
| JS        | F3 853               | 1890            | 8573                 | Verein Dampfbahn Bern(VDBB)    | JS 853               | 90 85 000 8 573-7 | En état de marche          |
| JS        | F3 855               | 1890            | 8575                 | Bahnmuseum Kerzers-Kallnach    |                      |                   | Exposée                    |

## E 3/3 type Tigerli des CFF

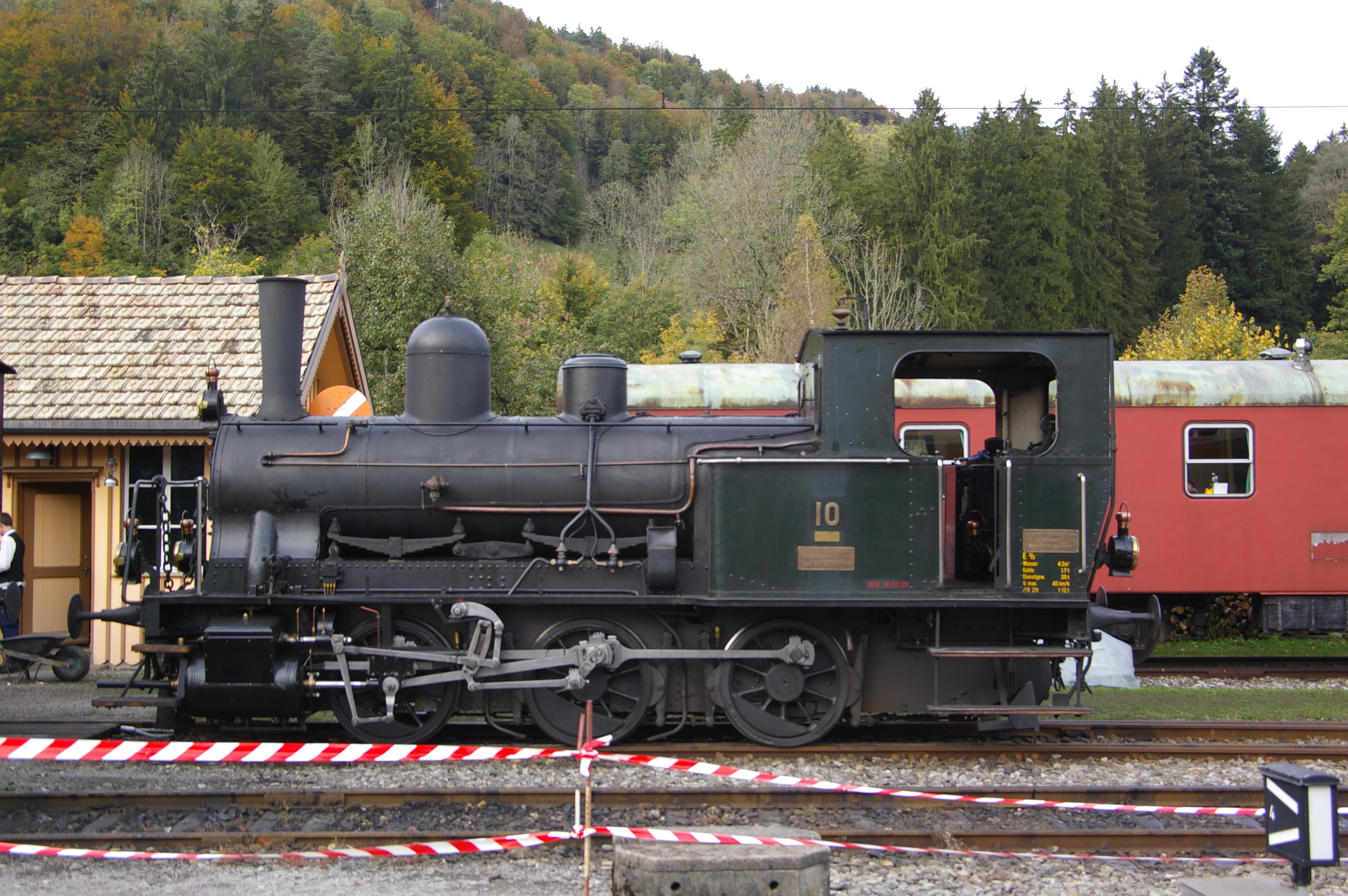
E 3/3 no 10 de DVZO, anciennement no 8476 des CFF

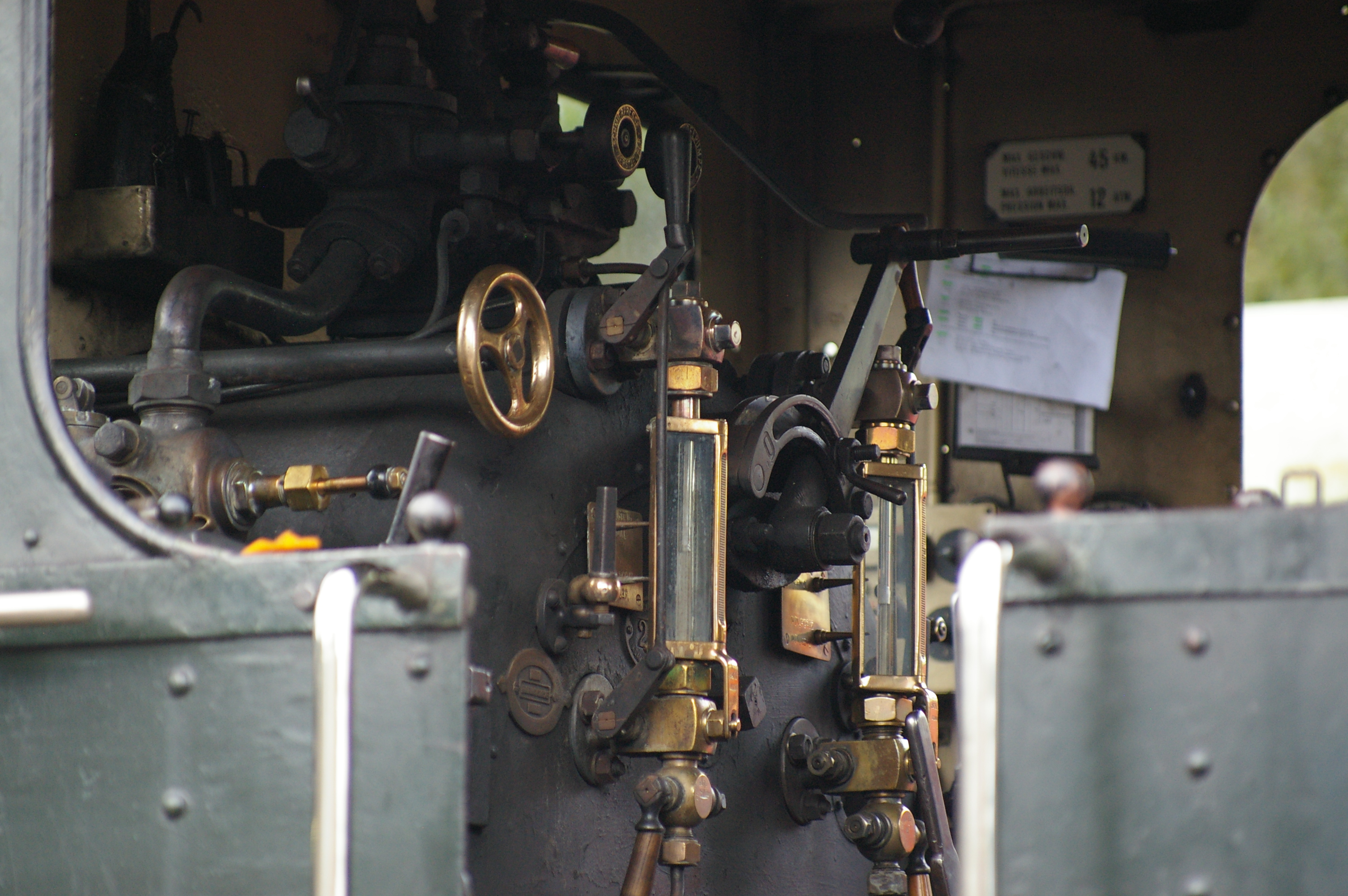
Vue de la cabine de conduite de la E 3/3 no 10

L'effectif des E 3/3 héritées des chemins de fer précédents ne suffisait pas et les CFF, encore jeunes, durent donc immédiatement acquérir d'autres locomotives afin d'équiper progressivement toutes les gares, les grandes stations et les installations de raccordement d'une puissante locomotive de manœuvre. Jusqu'à présent, d'anciennes locomotives de ligne avaient été utilisées à cet effet, mais elles n'étaient de loin pas aussi manœuvrables.
À partir des dernières locomotives de manœuvre construites pour la SCB et la JS (séries 8401-8425 et 8431-8440), 83 autres locomotives furent construites par SLM à partir de 1902 (classées sous les numéros 8451-8533). À partir de la locomotive no 8459, la surface de chauffe fut légèrement réduite par la diminution des tubes de fumée. À partir de la no 8471, le poids de service fut augmenté de 1,4 t grâce à un châssis plus solide et à l'installation du frein Westinghouse, tandis qu'à partir de l'unité no 8480, le porte-à-faux arrière de la chaudière fut supprimé avec l'augmentation de l'empattement de 3 120 à 3 320 mm et la cabine de conduite fut légèrement allongée. À partir de la no 8486, une plate-forme avant avec des marchepieds, des poignées et des garde-corps pour le personnel de manœuvre furent ajoutées. Les machines no 8471-8481, 8494, 8495, 8511-8518, 8526, 8528 et 8529 étaient équipées d'un frein Westinghouse avec effet sur les roues motrices, alors que les no 8519-8523 possédaient également un dispositif destiné au frein de régulation[réf. obsolète].
Les unités no 8459, 8460, 8471-8481, 8488-8495, 8503-8505, 8513, 8524, 8525, 8528, 8529 étaient équipées d'indicateurs de vitesse de type Hasler (7 unités selon Klose) et étaient habilitées à assurer le service sur la ligne, tout en étant autorisées à circuler à une vitesse de 50 km/h.
En raison de la pénurie de charbon pendant la Seconde Guerre mondiale, les locomotives no 8521 et 8522 furent équipées en 1942/1943 d'un chauffage électrique de la chaudière alimenté par la caténaire au moyen d'un pantographe sur la cabine de conduite. L'équipement électrique provenait de Brown, Boveri & Cie à Baden (BBC) et fut installé par les ateliers CFF d'Yverdon le 13 janvier 1943 sur la no 8521 et le 11 février 1943 sur la no 8522. La no 8521 conserva son équipement jusqu'en juillet 1951 et la no 8522  jusqu'au 24 avril 1953. La construction d'une locomotive à vapeur électrique ne fut pas poursuivie. La locomotive no 8522 est aujourd'hui utilisée par le chemin de fer Sursee-Triengen en service purement vapeur.

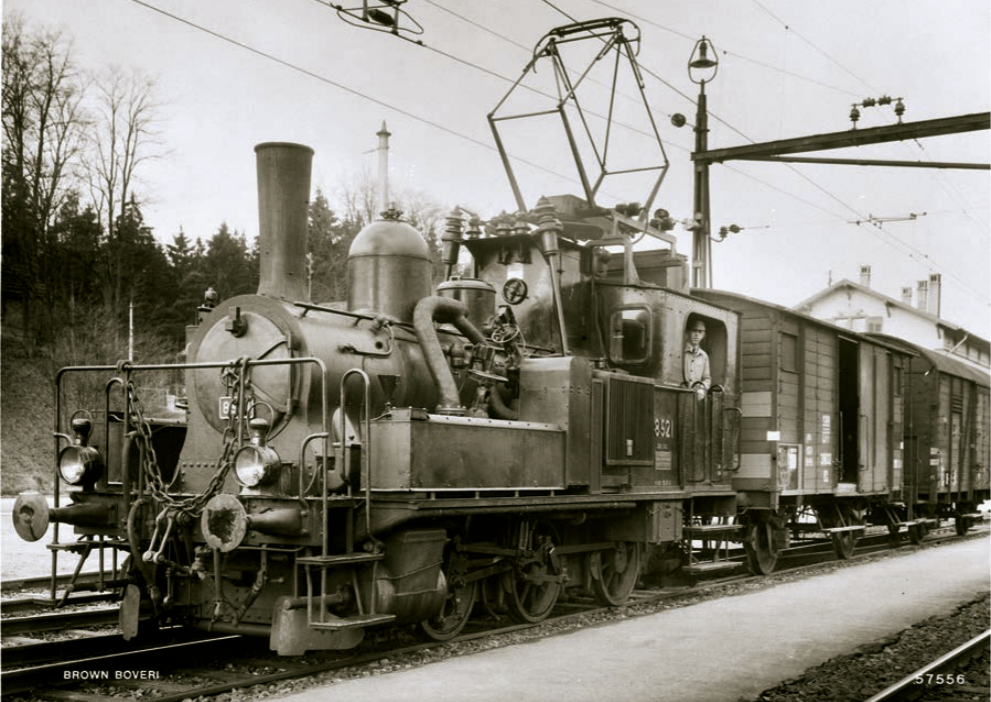
La locomotive n°8521 en février 1943. Le pantographe et le chauffage électrique de la chaudière sont bien visibles.

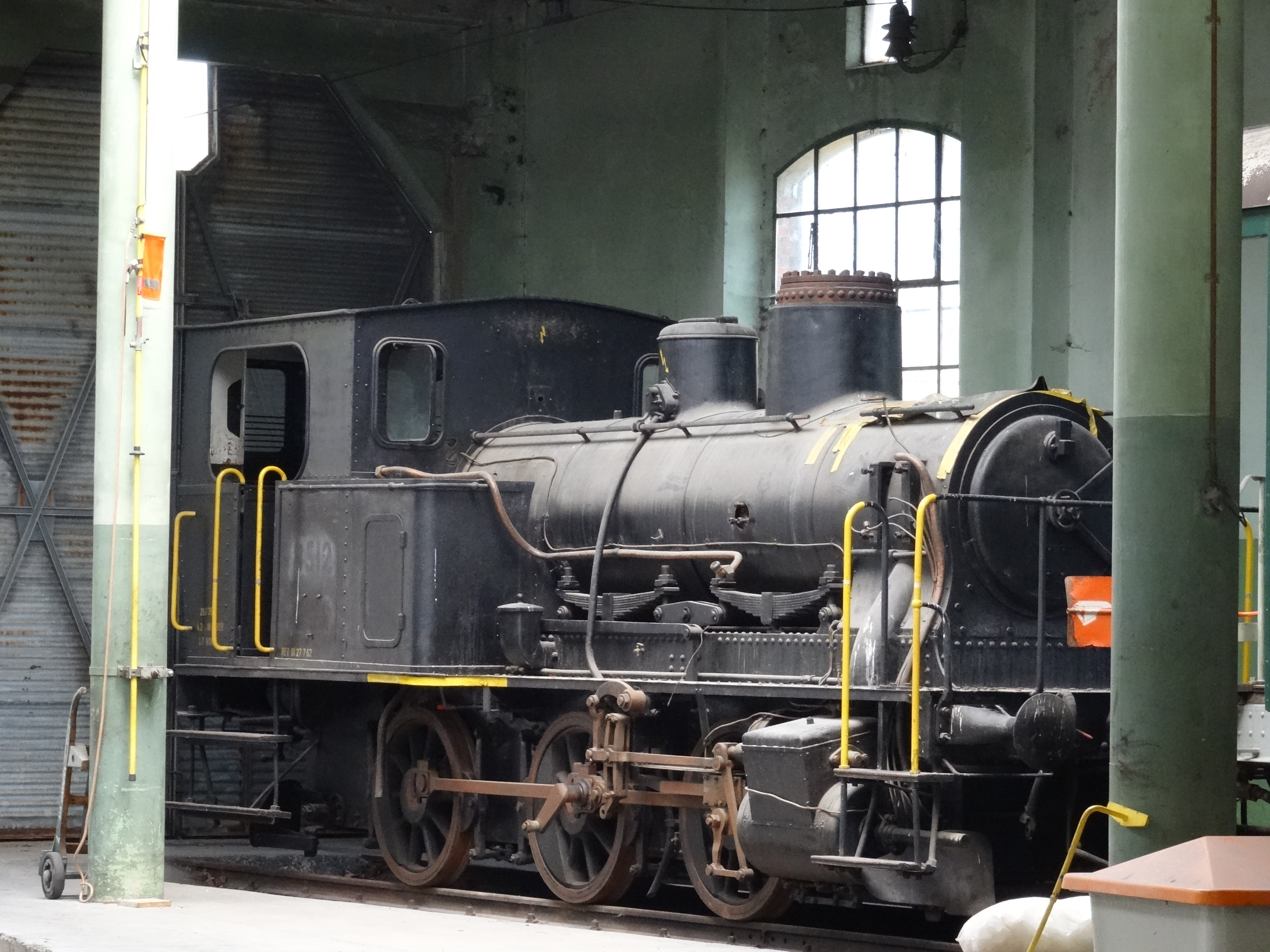
La E 3/3 8512 remisée dans la rotonde de St-Maurice avant son transfert à Zürich en 2021.

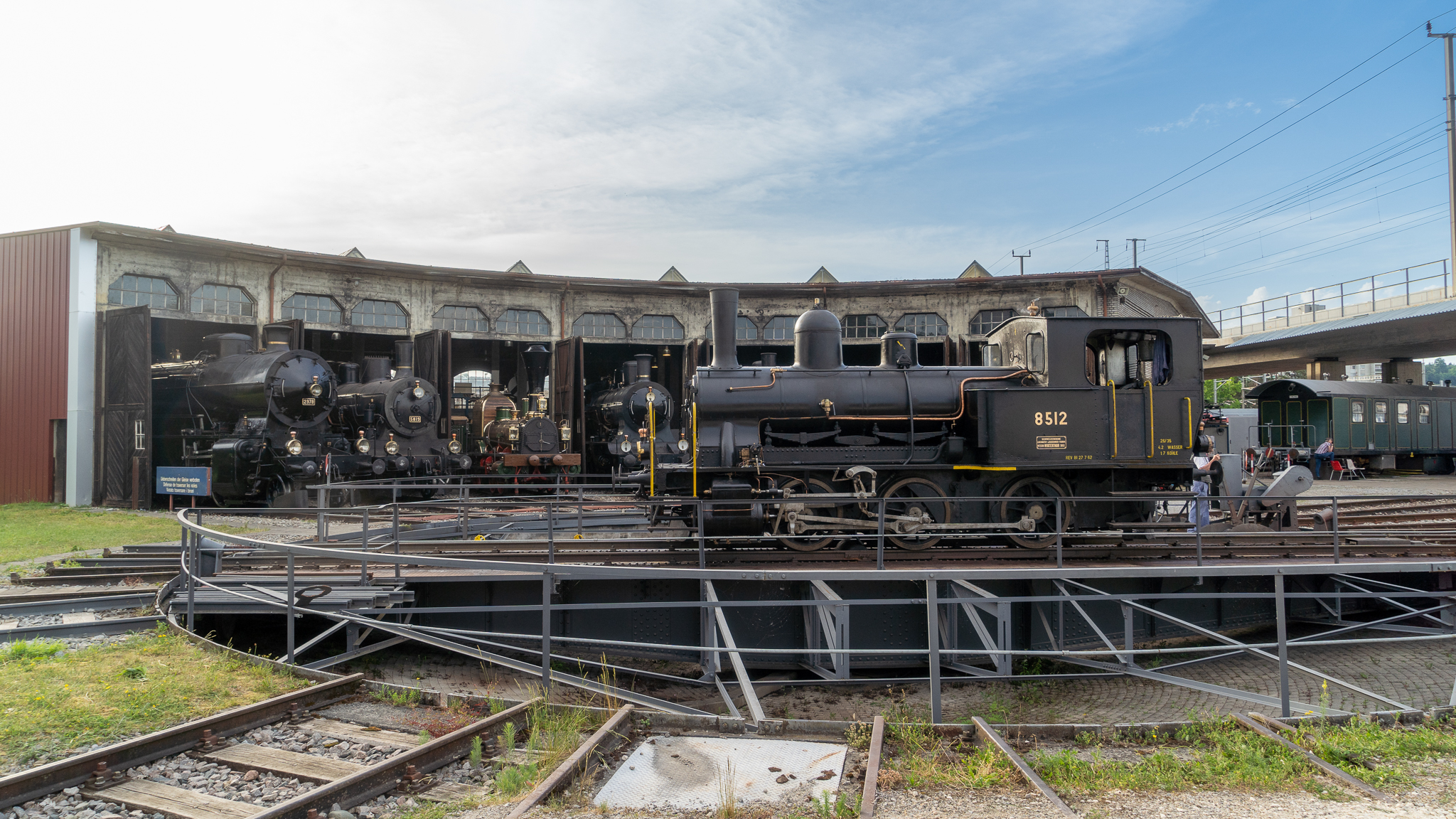
La même machine, restaurée à Brugg en 2022.

### Exemplaires conservés
| Numéro | Mise en service | Préservation                                            | numérotation actuelle | Indicatif UIC     | Remarques                                             |
| ------ | --------------- | ------------------------------------------------------- | --------------------- | ----------------- | ----------------------------------------------------- |
| 8463   | 1904            | Club del San Gottardo (CSG)                             | 8463                  | 90 85 000 8 463-1 | En état de marche                                     |
| 8474   | 1907            | Locorama Romanshorn                                     | 8474                  |                   | plus en état de marche                                |
| 8476   | 1907            | Dampfbahn-Verein Zürcher Oberland (DVZO)                | 10                    | 90 85 000 8 476-3 | Chemie-Tiger, en révision                             |
| 8479   | 1907            | Sursee-Triengen-Bahn (ST)                               | 5                     | 90 85 000 8 479-7 | En état de marche                                     |
| 8481   | 1907            | Brauerei Feldschlösschen                                | 8481                  |                   | Exposée                                               |
| 8483   | 1907            | Oensingen-Balsthal-Bahn (OeBB)                          | 7                     |                   | plus en état de marche                                |
| 8485   | 1907            | Historische Eisenbahn Gesellschaft (Rotonde Delémont)   | 8485                  | 90 85 000 8 485-4 | En état de marche                                     |
| 8487   | 1909            | Bahnhof Buchs SG (SBB Historic)                         | 8487                  |                   | Exposée                                               |
| 8492   | 1909            | Verein Dampfgruppe Zürich (VDZ)[réf. nécessaire]        | 6                     | 90 85 000 8 492-0 | Perlen-Tigerli, en état de marche                     |
| 8494   | 1909            | Compagnie de Train à Vapeur de la Vallée de Joux (CTVJ) | 8494                  | 90 85 000 8 494-6 | En état de marche                                     |
| 8500   | 1910            | OeBB                                                    | 6                     |                   | plus en état de marche                                |
| 8501   | 1910            | CSG                                                     | 8501                  | 90 85 000 8 501-8 | En état de marche                                     |
| 8507   | 1910            | Chemin de Fer Touristique Pontarlier-Vallorbe (France)  | 8507                  |                   | En attente de révision                                |
| 8511   | 1911            | Vapeur Val-de-Travers (voir Régional du Val-de-Travers) | 8511                  | 90 85 000 8 511-7 | En état de marche                                     |
| 8512   | 1911            | Verein Dampfgruppe Zürich (VDZ) (SBB Historic)          | 8512                  | 90 85 000 8 512-5 | En état de marche, auparavant remisée à Saint-Maurice |
| 8516   | 1911            | Propriété privée                                        | 8516                  |                   | plus en état de marche                                |
| 8518   | 1913            | DVZO                                                    | 8518 Bäretswil        | 90 85 000 8 518-2 | En révision                                           |
| 8522   | 1913            | ST                                                      | 8522                  | 90 85 000 8 522-4 | En état de marche                                     |
| 8523   | 1915            | CTVJ                                                    | 8523                  | 90 85 000 8 523-2 | En révision[réf. nécessaire]                          |
| 8527   | 1915            | Propriété privée                                        | 8527                  |                   | plus en état de marche                                |
| 8532   | 1915            | Kandertalbahn (Allemagne)                               | 8532                  |                   | plus en état de marche                                |

## E 3/3 de type Tigerli n'ayant jamais appartenu aux CFF
La SLM livra également des locomotives de type Tigerli tant à des chemins de fer d'usine qu'à des compagnies privées en Suisse. Le Gürbetalbahn (GTB) en particulier, ouvert en 1901, acheta 4 Tigerli qu'il utilisa comme locomotives de ligne et désigna donc comme Ed 3/3. Ces locomotives étaient par conséquent équipées elles aussi d'indicateurs de vitesse de type Hasler, mais ne disposaient pas de plateformes de manœuvre.

Locomotives de type Tigerli
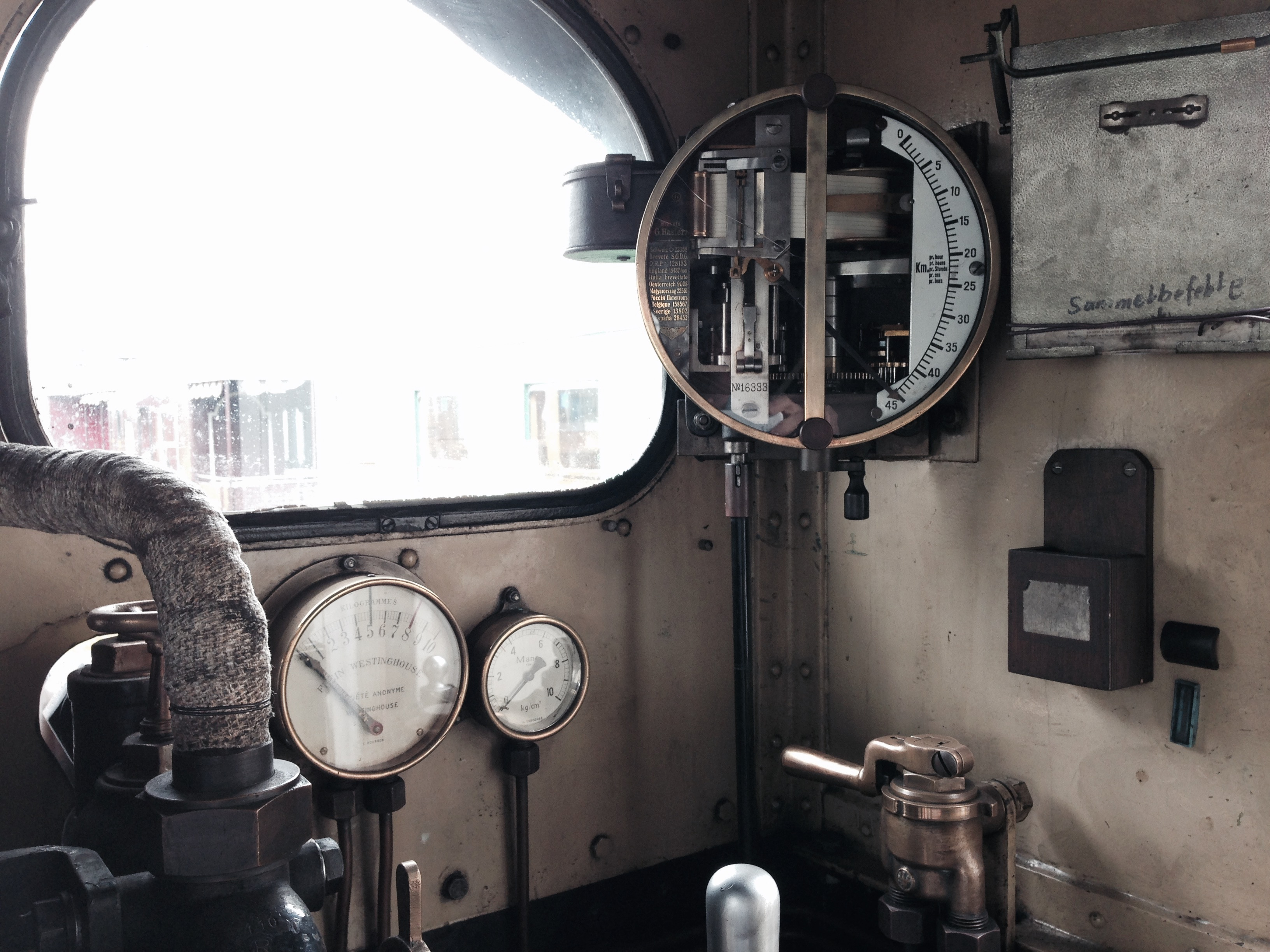
GTB no 3 avec tachymètre de type Hasler.
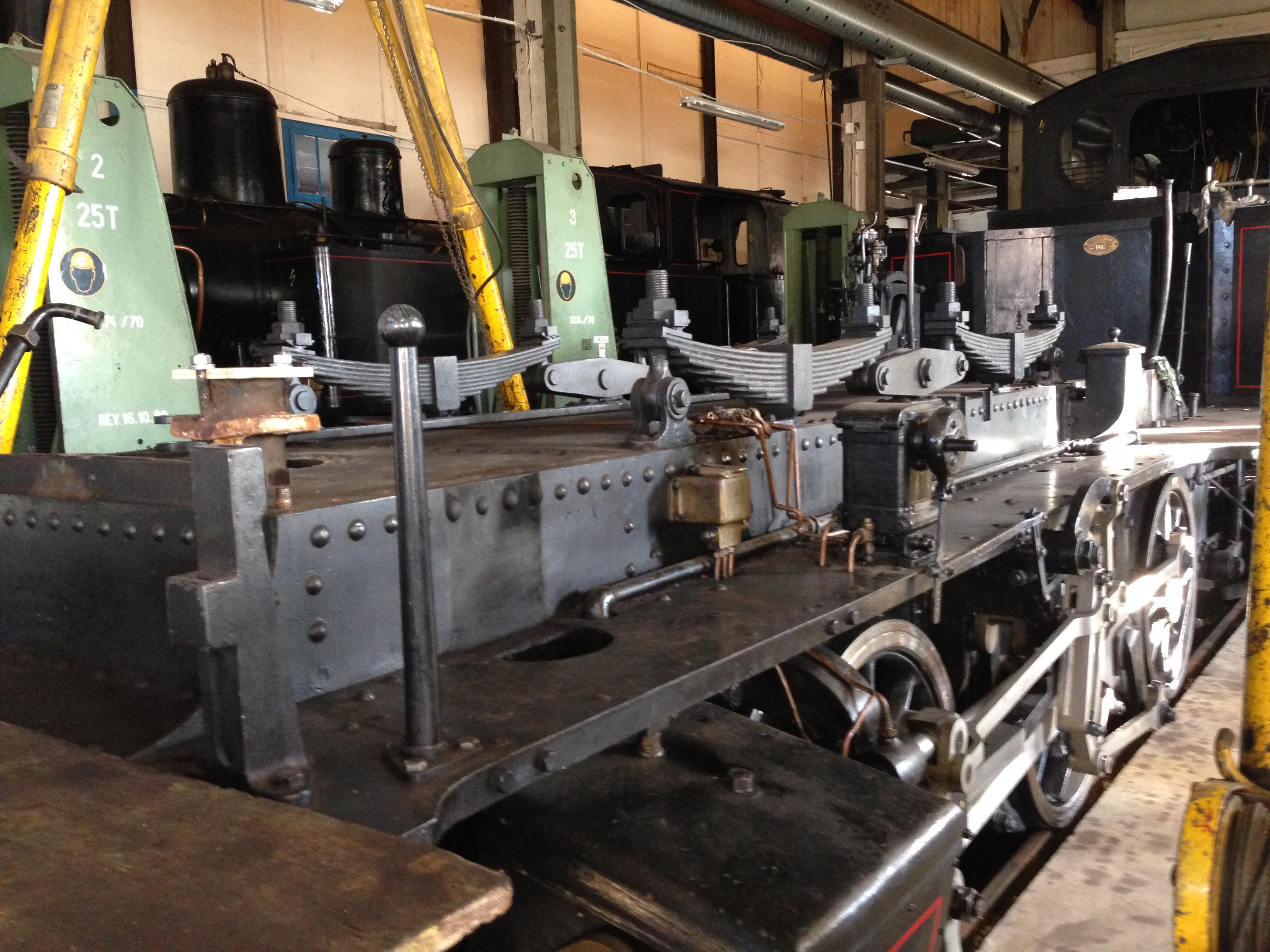
Châssis de la Tigerli du Dampfbahn Bern. Le réservoir d'eau descend entre les essieux moteurs.
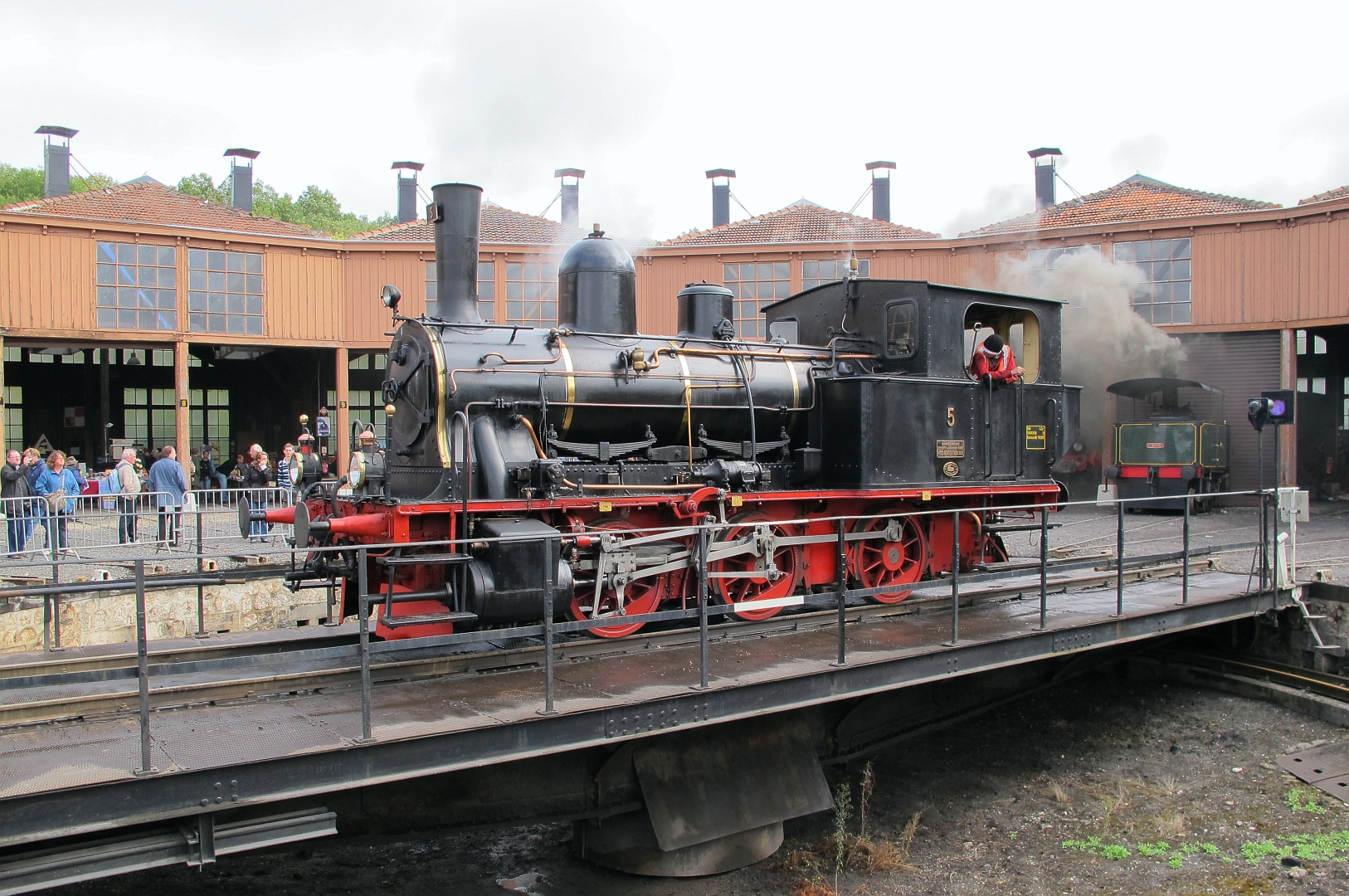
Tigerli no 5 du Chemin de Fer Touristique Pontarlier-Vallorbe.

### Exemplaires conservés
En conséquence, les locomotives restées en Suisse ont également été classées dans les tranches de numéros 84xx et 85xx du registre des véhicules ferroviaires de Suisse.
| Compagnie                         | Désignation | Mise en service | Préservation                                               | Désignation actuelle | Indicatif UIC     | Remarques                     |
| --------------------------------- | ----------- | --------------- | ---------------------------------------------------------- | -------------------- | ----------------- | ----------------------------- |
| GTB                               | Ed 3/3 3    | 1901            | Verein Dampfbahn Bern(VDBB)                                | GTB 3                | 90 85 000 8 543-0 | en attente de révision        |
| Gaswerk Bern                      | E 3/3       | 1908            | VDBB                                                       | 1                    | 90 85 000 8 441-7 | Lise ; en attente de révision |
| Aluminium Industrie AG de Chippis | 5           | 1915            | Chemin de Fer Touristique Pontarlier-Vallorbe (Frankreich) | 030T 5               |                   | en état de marche             |

## E 3/3 reprises par les CFF après 1902
D'autres E 3/3 vinrent s'ajouter au parc des CFF en 1909, à la suite de la nationalisation du chemin de fer du Gothard (no 8561) et en 1918, à la suite de la nationalisation du chemin de fer du Tösstal (no 8384). En outre, les deux locomotives à vapeur du Kriens-Luzern-Bahn (no 8651, 8652) furent reprises en 1926, lorsque ce chemin de fer passa à la traction électrique (cf. matériel moteur des CFF). Aucune de ces locomotives ne correspondait au type Tigerli.
Seule l'ancienne KLB no 1 (90 85 000 8 651-1) a été conservée. Elle est désormais utilisée par le chemin de fer Oensingen-Balsthal pour des trajets nostalgiques.